# (48435) Jaspers
(48435) Jaspers ist ein Asteroid des mittleren Hauptgürtels, der von dem deutschen Astronomen Freimut Börngen am 23. Oktober 1989 an der Thüringer Landessternwarte Tautenburg (IAU-Code 033) entdeckt wurde.
Der mittlere Durchmesser des Asteroiden wurde mit 5,956 (±0,253) km berechnet, die Albedo mit 0,041 (±0,011).
Die Bahn des Asteroiden wurde 2002 gesichert, so dass eine Nummerierung vergeben werden konnte. (48435) Jaspers wurde auf Vorschlag von Freimut Börngen nach dem deutschen Philosophen und Psychiater Karl Jaspers (1883–1969) benannt. Die Benennung des Asteroiden erfolgte am 1. Mai 2003.